# パーチー郡
座標: 北緯14度26分57秒 東経100度43分42秒 / 北緯14.44917度 東経100.72833度
パーチー郡（パーチーぐん）はタイ、アユタヤ県の郡（アムプー）の一つ。

## 歴史
郡はもともとアユタヤ県ウタイ郡の一部であったが、1953年に分離、新設された。
パーチーの名は「分けるもの」または「分岐点」を意味し、この地域でタイ国有鉄道の北本線と東北本線が分岐している(バーンパーチー駅)。

## 地理
隣接する郡は北から時計回りに、アユタヤ県タールア郡、サラブリー県ノーンセーン郡、ノーンケー郡、アユタヤ県ウタイ郡、ナコーンルワン郡。郡内にはラーマ5世に掘削されたラピーパン運河（คลองระพีพัฒน์）が流れている。

## 産業
2010年現在、バーチー郡タムボン・コークムワンにおいて日本の電源開発とタイのガルフパワー社との合弁企業Gulf-JP社が天然ガス発電所の建設を予定している。この計画に対し、近隣地区サラブリー県ノーンセーン郡の農民グループが反対運動を行っている。

## 行政区分
郡内には8のタムボンがあり、さらにその下位に72の村（ムーバーン）がある。1つの自治体（テーサバーン）が設置されており、以下のようになっている。
- テーサバーンタムボン・パーチー・・・タムボン・パーチーの全体

また、郡内には8のタムボンが設置されている。以下は郡内のタムボンの一覧である。
1. タムボン・パーチー・・・ตำบลภาชี
2. タムボン・コークムワン・・・ตำบลโคกม่วง
3. タムボン・ラソーム・・・ตำบลระโสม
4. タムボン・ノーンナームサイ・・・ตำบลหนองน้ำใส
5. タムボン・ドーンヤーナーン・・・ตำบลดอนหญ้านาง
6. タムボン・ファイローム・・・ตำบลไผ่ล้อม
7. タムボン・ドーンラーン・・・ตำบลดอนลาน
8. タムボン・クラチオ・・・ตำบลกระจิว
9. タムボン・プラケーオ・・・ตำบลพระแก้ว